# Carl Wolpers
Georg Carl August Wolpers (* 25. August 1875 in Linden; † 25. Mai 1962 in Remscheid-Lennep) war ein deutscher Notar und der einzige Präsident der Reichsnotarkammer in der Zeit ihres Bestehens von 1934 bis 1945.

## Leben
Wolpers besuchte das Gymnasium Andreanum in Hildesheim und studierte Rechtswissenschaften an den Universitäten Genf, Göttingen und Berlin. Er wurde 1897 Mitglied des Corps Bremensia Göttingen. Nach den Staatsexamen trat er zunächst in die Preußische Kommunalverwaltung ein und war in Peine und Düsseldorf tätig. Wolpers wurde 1909 zum Notar in Kirchberg (Hunsrück) bestellt. Von 1915 bis 1918 nahm er am Ersten Weltkrieg teil. Nach seiner Rückkehr kam es im Zuge der Französischen Besetzung des Rheinlands zu seiner kurzzeitigen Verhaftung durch die Franzosen. Dies veranlasste ihn, sich vorsorglich um eine freie Notarstelle in Lennep zu bewerben, wo er 1920 die Amtsstelle zugewiesen bekam. Mit der Unterbrechung der Jahre 1945 bis 1950 übte er dort das Notaramt bis zu seinem altersbedingten Ausscheiden 1953 aus.
Carl Wolpers wurde 1930 Mitglied des Vorstands des Rheinischen Notarvereins. 1932 wurde er Mitglied des Großen Dienststrafsenats beim Kammergericht sowie der NSDAP (Mitgliedsnummer 1.072.436). 1933 wurde er Vorsitzender sowohl des Rheinischen Notarvereins wie auch des Deutschen Notarvereins in Berlin. Anfang 1934 wurde er von Hans Frank als Abteilungsleiter der Rechtsabteilung der NSDAP in die Reichsleitung der NSDAP berufen. Von November 1934 bis 1945 war er Präsident der im Zuge der Gleichschaltung der Länder, deren Justiz und damit auch des Notariats neu entstandenen Reichsnotarkammer und als solcher an den Novellen der Reichskostenordnung vom 25. November 1935 und der Reichsnotarordnung vom 13. Februar 1937 entscheidend beteiligt. Er war ein rigider Verfechter des Nurnotariats. Ende Januar 1940 wurde er zum SS-Standartenführer (SS-Nr. 351.097) ehrenhalber ernannt. Im Zuge seiner Entnazifizierung wurde er 1948 in zweiter Instanz in die Kategorie IV als Mitläufer ohne Vermögensbeschränkung eingeordnet und konnte ab Anfang 1950 sein Notaramt in Lennep wieder ausüben.

## Ehrungen
- Justizrat
- Ehrenpräsident der Rheinischen Notarkammer (1952)
- Ehrenpräsident der Notarkammer Koblenz (1953)